# Karol Życzkowski
Karol Wojciech Życzkowski (ur. 27 kwietnia 1960 w Krakowie) – polski fizyk teoretyk, pracownik Uniwersytetu Jagiellońskiego, w latach 2019–2023 dyrektor Krajowego Centrum Informatyki Kwantowej.

## Życiorys
Jest synem Michała Życzkowskiego.
W 1983 ukończył studia fizyczne na Uniwersytecie Jagiellońskim, następnie podjął pracę na macierzystej uczelni. Tam w 1987 obronił pracę doktorską, w 1994 habilitował się na podstawie pracy Parametric Dynamics of Quantum Systems and Transitions between Ensembles of Random Matrices. Od 1999 pracuje równocześnie w Centrum Fizyki Teoretycznej PAN. W 2004 otrzymał tytuł profesora nauk fizycznych.
Był stypendystą stypendium Humboldta (Essen, 1989) oraz Fulbrighta (University of Maryland, 1997/98). Przez rok akademicki 2004/05 pracował naukowo w Perimeter Institute, Waterloo, Kanada.
W swoich badaniach zajmuje się m.in. chaosem i układami nieliniowymi, mechaniką oraz informacją kwantową, a także zastosowaniami metod matematyczno-fizycznych w naukach społecznych. W roku 2006 wraz z Ingemarem Bengtssonem (Sztokholm) opublikował monografię Geometry of Quantum States , a w roku 2014 wraz z Wojciechem Słomczyńskim i Kazimierzem Rzążewskim książkę Każdy głos się liczy. Wędrówka przez krainę wyborów.  Współautor Kompromisu Jagiellońskiego – systemu głosowania w Radzie Unii Europejskiej. Zajmuje się także matematyką stosowaną i pracuje nad zespolonymi macierzami Hadamarda  oraz zakresem numerycznym i cieniem operatora.
Uprawia także narciarstwo wysokogórskie, w latach 1988–1989 był prezesem Sekcji Narciarskiej Klubu Wysokogórskiego w Krakowie. Jest razem z Józefem Walą współautorem przewodnika Narciarstwo wysokogórskie w polskich Tatrach Wysokich (2004), II wydanie jako Polskie Tatry Wysokie. Narciarstwo wysokogórskie (2015).
W 2020 został członkiem korespondentem Polskiej Akademii Umiejętności. W latach 2022–2024 Przewodniczący Komisji Układów Złożonych PAU. Od 2023 pełni funkcje prezesa oddziału PAN w Krakowie. W roku 2024 uzyskał ERC Advanced Grant 